# Trichosteleum papillosissimum
Trichosteleum papillosissimum är en bladmossart som beskrevs av Brotherus 1908. Trichosteleum papillosissimum ingår i släktet Trichosteleum och familjen Sematophyllaceae. Inga underarter finns listade i Catalogue of Life.